# 34丁目-ペン・ステーション駅 (IRTブロードウェイ-7番街線)
34丁目-ペン・ステーション駅（34ちょうめ ペン・ステーションえき、英: 34th Street–Penn Station）は、ニューヨーク市地下鉄IRTブロードウェイ-7番街線の急行停車駅である。34丁目と7番街の交差点にあり、1系統、2系統が終日、3系統が深夜を除き終日停車する。当駅で下車しペンシルベニア駅（ペン・ステーション駅）でロングアイランド鉄道（LIRR）およびニュージャージー・トランジット（NJトランジット）に、PATHの33丁目駅でPATHに乗り換えることができる。

## 歴史
IRTブロードウェイ-7番街線の34丁目-ペン・ステーション駅は1917年6月3日に、当時マンハッタン区で主要な地下鉄であったインターボロー・ラピッド・トランジット（IRT、都市高速交通会社）の延伸区間（タイムズ・スクエア-42丁目駅 - サウス・フェリー駅間）の一部として開業した。1年後の1918年7月1日にサウス・フェリー駅まで全通するまでの間、タイムズ・スクエア行きのシャトル列車が停車した。これにより、ロウアー・ウエスト・サイドからグリニッジ・ヴィレッジやロウアー・マンハッタン西部などの近隣住区まで地下鉄が延伸された。
IRTブロードウェイ-7番街線のサウス・フェリー駅への延伸開業とIRTレキシントン・アベニュー線の北部への延伸開業に伴いIRTの路線網は完全に変化し、ロウアー・マンハッタン東部をアッパー・ウエスト・サイドと接続するS字から、平行に走るイーストサイド線とウェストサイド線の2路線を42丁目を通るシャトルが接続するH字となった。

## 駅構造
| G                            | 地上階 | 出入口 （34丁目南側、7番街西側にロングアイランド鉄道入口へのエレベーターがある。） |
| P プラットホーム階           | |                                                                                    |
| 相対式ホーム、右側ドアが開く | |                                                                                    |
| 北行緩行線                   | ← ヴァン・コートラント・パーク-242丁目駅行き（タイムズ・スクエア-42丁目駅） ← 深夜のみ：ウェイクフィールド-241丁目駅行き（タイムズ・スクエア-42丁目駅） |                                                                                    |
| 北行急行線                   | ← ウェイクフィールド-241丁目駅行き（タイムズ・スクエア-42丁目駅） ← ハーレム-148丁目駅行き（タイムズ・スクエア-42丁目駅）                               |                                                                                    |
| 島式ホーム、左側ドアが開く   | |                                                                                    |
| 南行急行線                   | → フラットブッシュ・アベニュー駅行き（14丁目駅）→ ニューロッツ・アベニュー駅行き（14丁目駅）→                                                           |                                                                                    |
| 南行緩行線                   | → サウス・フェリー駅行き（28丁目駅）→ 深夜のみ：フラットブッシュ・アベニュー駅行き（28丁目駅）→                                                         |                                                                                    |
| 相対式ホーム、右側ドアが開く | |                                                                                    |
| M                            | - | ホーム間連絡通路                                                                   |

IND8番街線の34丁目-ペン・ステーション駅やIRTイースタン・パークウェイ線のアトランティック・アベニュー-バークレイズ・センター駅と同様に、当駅は相対式ホーム2面（各駅停車用）が中央の島式ホーム1面（急行列車用）をそれぞれ左右から挟む構造になっている。このようになっているのは利用者数の増加が予想されていたことや、北隣のタイムズ・スクエア-42丁目駅での乗換を促すためであるが、この構造自体は対面乗り換えが可能な駅にみられるホーム配置である。
IND8番街線にも同名の駅があるが、連絡通路はないので乗換はできない。最寄りのIND8番街線との乗換駅はタイムズ・スクエア-42丁目駅であり、そこから連絡通路で42丁目-ポート・オーソリティ・バスターミナル駅に移動することになる。

## 利用者数
当駅はニューヨーク市地下鉄の中でも利用者数が最多クラスの駅の1つに位置づけられる。2013年にはメトロポリタン・トランスポーテーション・オーソリティーの統計で利用者数が27,730,331人を記録し、5番目に利用者数が多い地下鉄駅となった。なおIND8番街線にある34丁目-ペン・ステーション駅の同年の利用者数は26,758,623人であり、6番目に利用者数が多い駅であった。ブロードウェイ-7番街線がサウス・フェリー駅まで延伸開業する以前、当駅がシャトルの停車駅であった時の利用者数は現在よりかなり低く、開業1年後の乗客数はわずか78,121人と記録されていた。

## ギャラリー

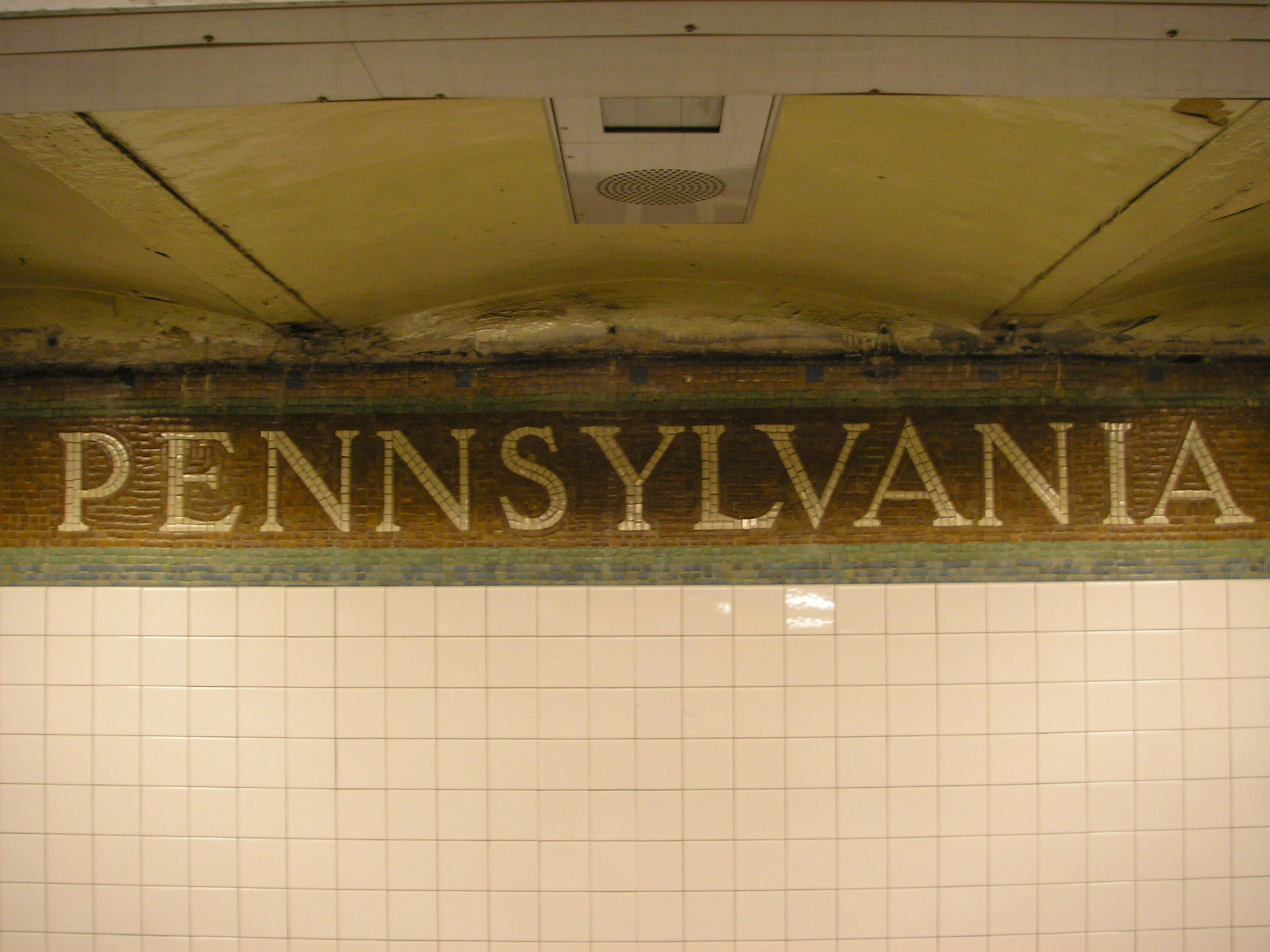
駅名標
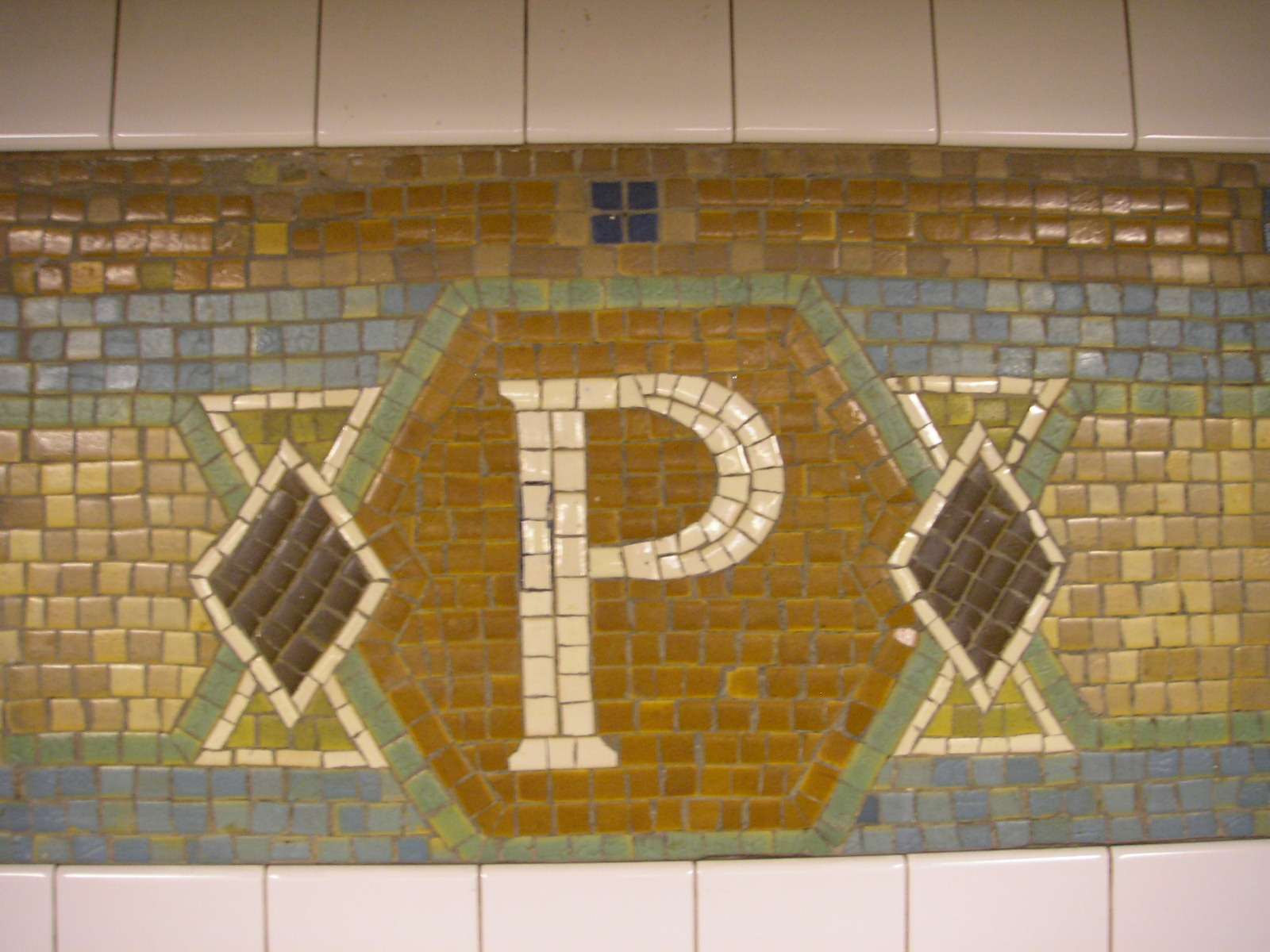
タブレット